# ファシバーミス
ファシヴェーミス (Facivermis) は、約5億年前のカンブリア紀に生息した葉足動物の一属。蠕虫状の体の先頭に羽毛状の脚をもつ、中国の澄江動物群で見つかった Facivermis yunnanicus という1種のみによって知られる。

## 名称
学名「Facivermis」は「たいまつの蠕虫」の意味で、たいまつを思わせる姿に由来する。中国語も同じ意味で「火把蟲」と呼ばれる。

## 形態

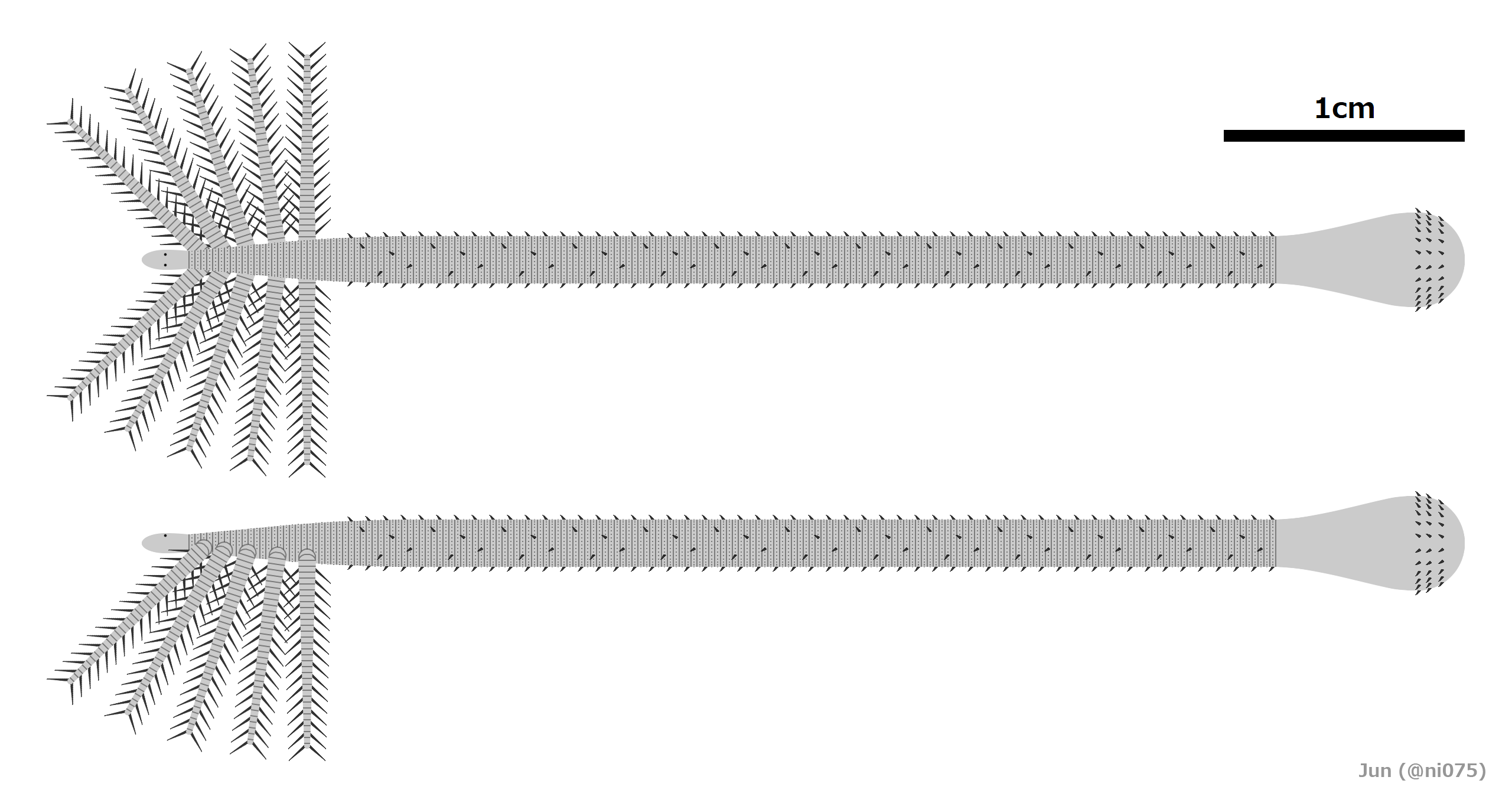
ファシヴェーミスの全身復元図

最大の全身化石標本は5.5cmまで及ぶ。頭部の背面は1対の単眼があり、突出した先端は口がやや下向きに開く。確実でないが、一部の化石標本の頭部は触角に似た痕跡が見られる。胴部は細長い蠕虫状で、無数の環形の筋（annulation）と微小な乳頭突起（papillae）に細分される。胴部の前端には5対の長い脚（葉足 lobopod）があり、それぞれの葉足の両縁には集密した刺毛（setae）が並ぶ。それ以降の部分は付属肢が一切なく、円柱状の部分は尾部の付け根まで体長の3分の2を超えるほど長く伸ばし、所々に短い鉤状の棘が前向きに生えている。尾部は洋梨状に膨らみ、周りは2-3輪の鉤状の棘に囲まれ、肛門はその中央に開く。
内部構造として分岐のない単調な消化管が知られ、咽頭の周辺に歯などの構造は見当たらない。

## 棲管

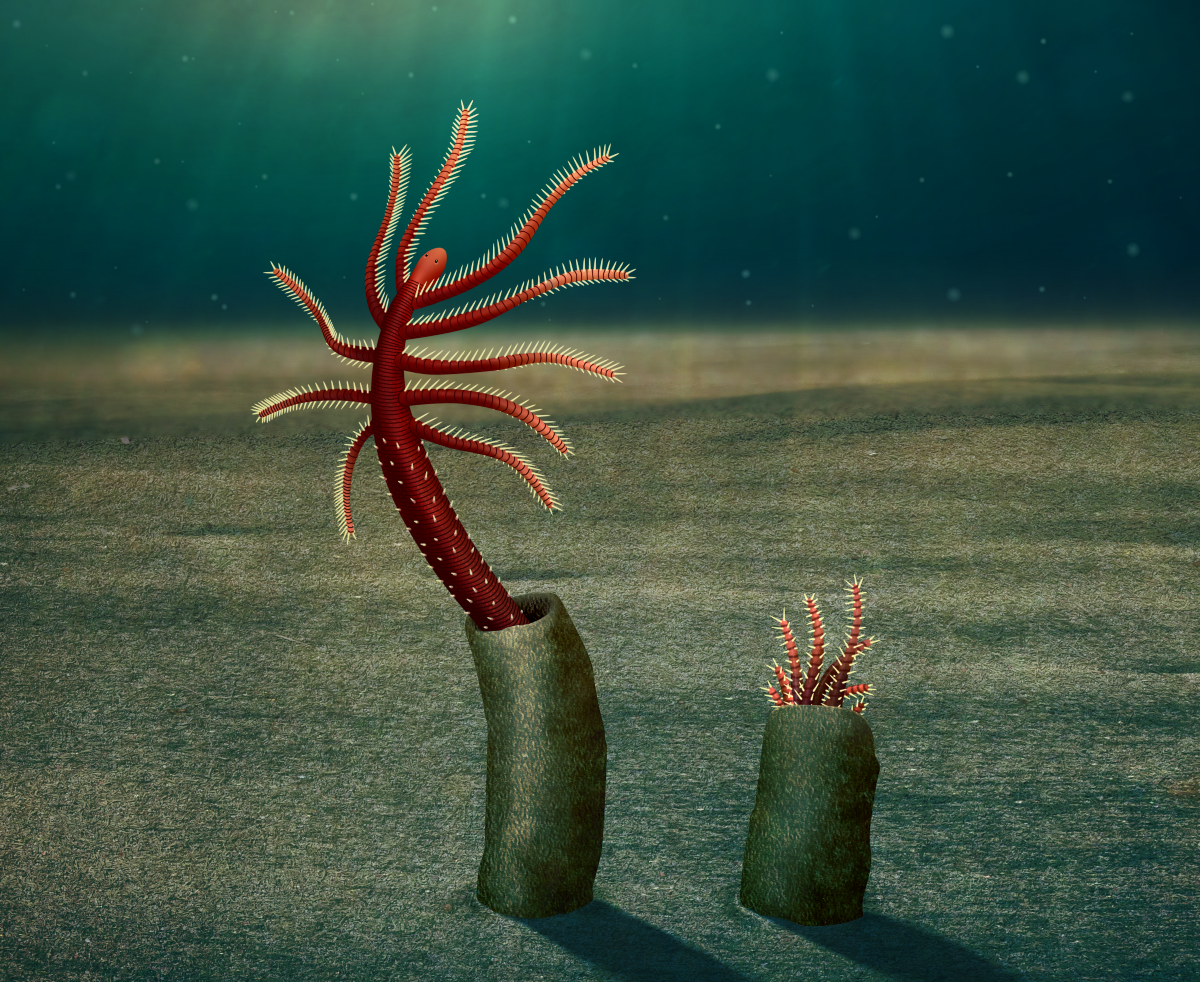
海底で棲管に住み着くファシヴェーミスの生態復元図

一部のファシヴェーミスの化石標本は、棲管（該当動物によって作られた管状の巣穴）と共存する状態で発見される。棲管は円筒状と思われ、それを構成する成分は不明。

## 生態
ファシヴェーミスは、尾部の鉤で棲管に埋めた胴部を固定し、刺毛を有する前方の葉足で水中の懸濁物を集めて濾過摂食する懸濁物食者（suspension feeder）であったと考えられる。歩行に適した葉足はないため、その生態は（常に自由活動するとされる）他の葉足動物とは大きく異なり、むしろケヤリムシに類する固着性であった考えられる。なお、全身化石が棲管と共に保存されることが少ないことから、ファシヴェーミスは頻繁に棲管を進出した可能性もある。
一部の化石標本では消化管に小型節足動物（ブラドリア類）らしき痕跡が保存されることを基に、ファシヴェーミスを捕食者とする説もあったが、広く認められる意見ではない。

## 発見と分類

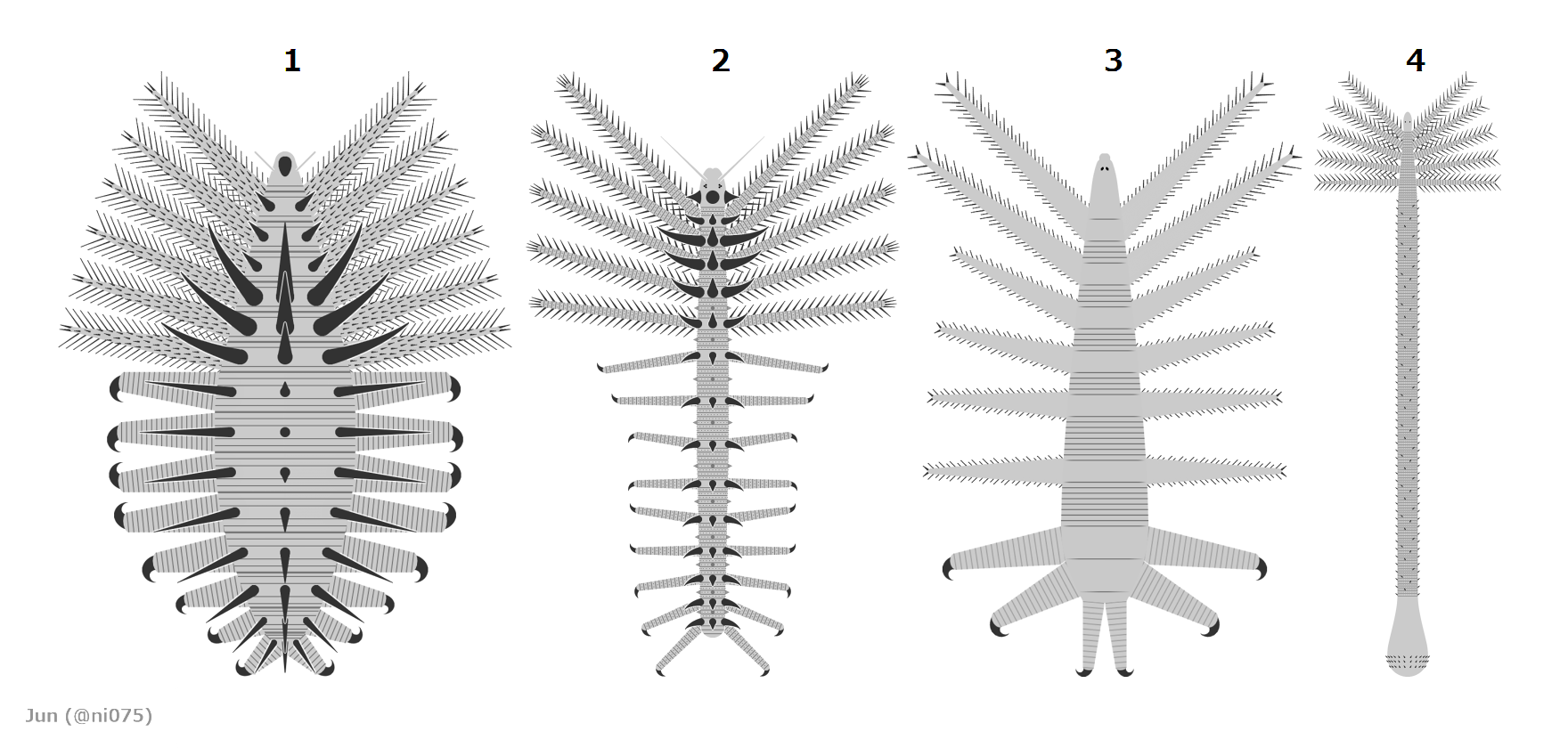
ルオリシャニア類の葉足動物（1：コリンソヴェーミス、2：ルオリシャニア、3：オヴァティオヴェーミス、4：ファシヴェーミス）

ファシヴェーミスは葉足動物として類が見られないほど独特な姿をもつため、葉足動物的本質が長らく疑問視されていた。原記載の Hou & Chen 1989 では、ファシヴェーミスは多毛類の環形動物と解釈された。この見解は1990年代以降では否定されるようになり、多毛類的な触手と思われた部分は5対の付属肢（葉足）と判明したが、その分類が諸説に分かれ、例えばHou & Bergström 1995 では葉足動物に似ただけの別系統の蠕虫、Cave et al. 1998 ではシタムシ（舌形動物）に近縁の葉足動物と考えられた。Liu et al. 2006 では、ファシヴェーミスの葉足動物的性質、特にルオリシャニア類との類似性（前5対以上の葉足が羽毛状に長大化した所）を認められつつも、胴部の大半が環神経動物（鰓曳動物など）のように脚の無い蠕虫状のため、知られる葉足動物の中で最も基盤的で、葉足動物と環神経動物の中間型生物と推測された。同時に尾部と考えられた部分は鰓曳動物の吻に似たという、従来の復元は前後逆だった可能性も指摘された。
2010年代後期では、前述の仮説は覆され、ファシヴェーミスはれっきとしたルオリシャニア類の葉足動物として広く認められつつある。特に Howard et al. 2020 ではファシヴェーミスに対して全面的な再記載を行われ、ルオリシャニア類のルオリシャニアに似た単眼まで発見されており、2010年代後期以降の系統解析も本属は常にルオリシャニア類に含まれ、その中でオヴァティオヴェーミスに最も近縁とされる場合もある。これにより、ファシヴェーミスの胴部における脚の欠如は環神経動物から受け継いだ祖先形質ではなく、底生性（前述参照）がもたらす二次的退化の結果であることも示される。
2020年現在、ファシヴェーミス（ファシヴェーミス属 Facivermis）の構成種として認められるのは、中国雲南省の堆積累層 Maotianshan Shale（澄江動物群、約5億1,800万年前）で見つかった模式種（タイプ種）Facivermis yunnanicus のみである。同じ堆積累層で見つかり、Chen 2002 に鰓曳動物の新属新種 Xishania fusiformis として記載された化石標本は、Huang & Chen 2012 にファシヴェーミスとの共通点を認められ、白亜紀のカメムシの属（Xishania Hong, 1981）との異物同名も判明したため、本属の1種 Facivermis fusiformis に改名された。ただしこの種は Howard et al. 2020 では Facivermis yunnanicus に同種（シノニム）とされるようになった。